# Lindiwe Sisulu
Lindiwe Nonceba Sisulu (Johannesburgo, 10 de mayo de 1954) es una política sudafricana, miembro del Parlamento desde 1994, que entre febrero de 2018 y mayo de 2019 se desempeñó como Ministra de Relaciones Internacionales y Cooperación. También es miembro del Comité Ejecutivo Nacional del Congreso Nacional Africano (CNA). Previamente fue ministra de vivienda de 2004 y 2009, ministra de defensa desde 2009 hasta 2012, y ministra de servicios públicos y administración entre 2012 y 2014.

## Biografía

### Primeros años y familia
Sisulu es hija de los líderes del CNA y activistas anti-apartheid Walter y Albertina Sisulu. Es hermana de la periodista Zwelakhe Sisulu y del político Max Sisulu.
Entre 1975 y 1976, fue detenida por sus actividades contra el apartheid. Durante su exilio de 1977 a 1979 se unió al ala militar del CNA, Umkhonto we Sizwe, especializándose en inteligencia.

### Educación
En 1973, se graduó del Waterford Kamhlaba United World College de África del Sur en Mbabane, Suazilandia. En 1980, recibió una licenciatura y un diploma en educación, y en 1981 recibió un título en historia de la Universidad de Suazilandia. También realizó una maestría en historia, y en 1989 una maestría en el Centro de Estudios del África Austral en la Universidad de York.

### Carrera
A mediados de la década de 1980, trabajó como profesora.
En 1966 comenzó su carrera gubernamental como viceministra de asuntos internos, desempeñándose en el cargo hasta 2001.

#### Campaña presidencial
Fue considerada durante mucho tiempo como una potencial candidata presidencial, intentando postulándose en 2007 y 2012. En 2017 anunció su campaña presidencial el 21 de julio en la plaza Walter Sisulu en Kliptown (a las afueras de Johannesburgo), donde se adoptó la Carta de la Libertad. Adoptó el eslogan It's a Must («Es un deber») donde llamó a los seguidores a unirse a ella en una campaña «imprescindible». El 15 de diciembre de 2017, retiró su candidatura, postulándose como vicepresidenta. Fue derrotada por David Mabuza.

#### Ministra de Relaciones Internacionales
En febrero de 2018 el presidente Cyril Ramaphosa reorganizó su gabinete, pasando Sisulu de Ministra de Vivienda al Ministerio de Relaciones Internacionales, en reemplazo de Maite Nkoana-Mashabane.

## Publicaciones
- R Cohen, ed. (1991). «Women at Work and Liberation Struggle in the 1980s». Themes in the twentieth century South Africa (en inglés). Oxford University Press.[1]
- (1990). "South African Women in Agricultural Sector" (panfleto), Universidad de York (en inglés).[1]
- «Women Working Conditions in South Africa». South African Situation Analysis (en inglés). Comité Nacional de los Derechos del Niño, UNESCO. 1992.[1]
- Housing Delivery and the Freedom charter: the beacon of hope, new agenda (en inglés). 2005.[1]